# Lamotialninis
Els lamotialninis (Lamotialnini) són una tribu d'hemípters auquenorrincs de la família Cicadidae. Hi ha al voltant de 19 gèneres i almenys 90 espècies descrites de Lamotialnini, a tot el món excepte Sud-amèrica.

## Gèneres
Aquests 19 genera pertany a la tribu Lamotialnini:
- Abricta Stål, 1866 c g
- Abroma Stål, 1866 i c g
- Aleeta Moulds, 2003 c g
- Allobroma Duffels, 2011 c g
- Chrysolasia Moulds, 2003 i c g
- Hylora Boulard, 1971 c g
- Lamotialna Boulard, 1976 c g
- Lemuriana Distant, 1905 g
- Magicicada Davis, 1925 i c g b (cigales periòdiques)
- Monomatapa Distant, 1879 c g
- Musimoia China, 1929 c g
- Neomuda Distant, 1920 c g
- Oudeboschia Distant, 1920 c g
- Panka Distant, 1905 c g
- Sundabroma Duffels, 2011 c g
- Trismarcha Karsch, 1891 c g
- Tryella Moulds, 2003 c g
- Unduncus Duffels, 2011 c g
- Viettealna Boulard, 1980 c g - Madagascar[3]

Fonts de dada: i = ITIS, c = Catalogue of Life, GBIF = de g, b = Bugguide.Net